# Coronel Fraga
Coronel Fraga es una localidad argentina ubicada en el departamento Castellanos de la provincia de Santa Fe. Se encuentra sobre la ruta provincial 22, a 1 km del cruce con la ruta provincial 70 y 40 km al oeste de Rafaela.
Se desconoce la fecha de fundación, aunque se sabe que fue fundada por Carlos Pudicomb, y se toma como fecha de creación 1946. El nombre es un homenaje a Manuel Fraga, militar que luchó en Cepeda y Pavón. Supo contar con una estación del tranvía a Rafaela. La localidad forma parte de un corredor donde se pueden visitar distintos templos católicos rurales, incluyendo una ermita en la entrada de Fraga. Es una zona de producción lechera, con plantas de procesamiento.

## Población
Cuenta con 458 habitantes (Indec, 2010), lo que representa un descenso frente a los 486 habitantes (Indec, 2001) del censo anterior.
| Gráfica de evolución demográfica de Coronel Fraga entre 1991 y 2010 |
|                                                                     |
| Fuente: Censos nacionales del INDEC                                 |